# Masahiro Sakurai
Masahiro Sakurai (桜井 政博 Sakurai Masahiro?) (Musashimurayama, 3 de agosto de 1970) es un diseñador y productor de videojuegos japonés, fundador del estudio Sora Ltd. A nivel profesional es conocido por haber creado y dirigido las series de videojuegos Kirby , Kid Icarus y Super Smash Bros.

## Biografía
Sakurai nació en la localidad japonesa de Musashimurayama, en el área metropolitana de Tokio. Después de completar la educación secundaria se propuso estudiar ingeniería, pero lo dejó al poco tiempo para especializarse en el diseño y programación de videojuegos. A los 19 años fue contratado en HAL Laboratory, una desarrolladora asociada a Nintendo.
Mientras trabajaba en HAL se involucró en el desarrollo de un videojuego de plataformas que dio origen a Kirby, una serie pensada para que cualquiera pudiera completarla sin importar su experiencia previa. Sakurai creó un personaje esférico de aspecto inocente que podía volar, expandir su cuerpo y absorber a sus enemigos. Aunque en origen se trataba de un diseño preliminar, a los responsables de HAL les gustó tanto su sencillez que decidieron convertirlo en el protagonista. El productor terminó asumiendo la dirección de los dos primeros títulos de la saga, Kirby's Dream Land (Game Boy, 1992) y Kirby's Adventure (NES, 1993), así como de Kirby Super Star (SNES, 1996), Kirby Air Ride (GameCube, 2003) y Kid Icarus: Uprising (3DS, 2012).
De forma paralela, Masahiro Sakurai y Satoru Iwata desarrollaron en 1998 un videojuego de lucha, Super Smash Bros., cuya principal característica es el cruce de personajes oficiales de Nintendo. En un primer momento no se había contemplado esa opción, pero Sakurai sugirió incluirlos para dotarle de personalidad propia, además de encargarse del prototipo basado en el todos contra todos. El juego salió para Nintendo 64 en 1999 y tuvo cierta repercusión internacional. Dos años más tarde se publicó la secuela, Super Smash Bros. Melee, que se convirtió en el mayor éxito de ventas de GameCube con casi ocho millones de unidades vendidas. Desde entonces, Masahiro Sakurai ha dirigido todas las entregas de Super Smash Bros. y ha sido el rostro público de la serie.
Después de marcharse de HAL en 2003, Sakurai montó junto a su esposa Michiko un estudio independiente, Sora Ltd., que le permitía hacer un trabajo autónomo en colaboración con diferentes desarrolladoras. El primer videojuego bajo esa fórmula fue el puzle Meteos (Nintendo DS, 2005), en colaboración con Q Entertainment, al que siguió el lanzamiento de Super Smash Bros. Brawl (Wii, 2008), junto con Game Arts, y del plataformas Kid Icarus: Uprising (Nintendo 3DS, 2012), para el que llegó a crearse una desarrolladora temporal, Project Sora. Desde entonces, Sora ha colaborado con Bandai Namco Entertainment en el lanzamiento de Super Smash Bros. para Nintendo 3DS y Wii U (2014) y Super Smash Bros. Ultimate (Switch, 2018), esta última récord de ventas con más de 32 millones de copias a nivel mundial.